# Johan Keller

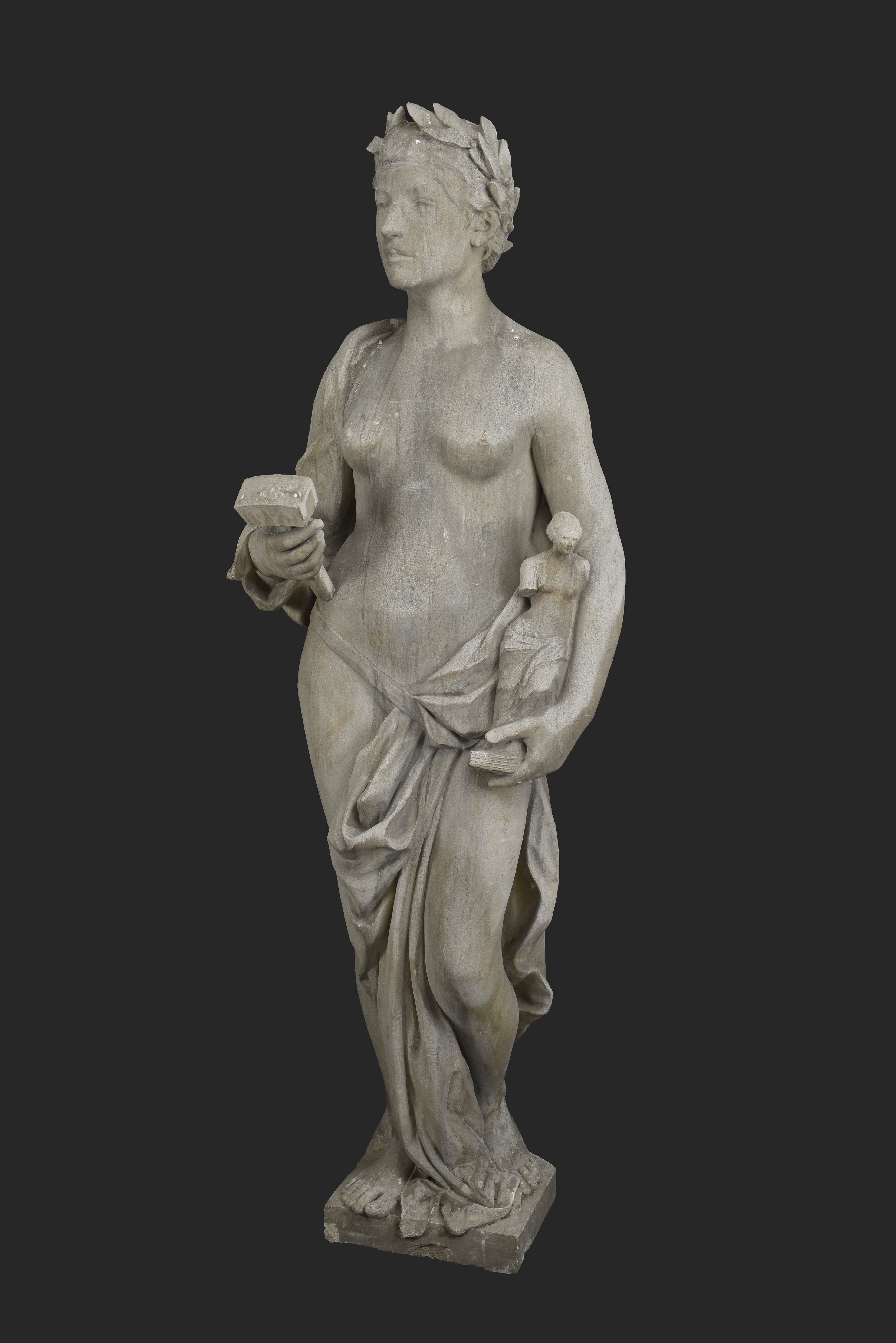
De Beeldhouwkunst (1894)

Johan (Jan) Keller (Den Haag, 15 november 1863 – aldaar, 2 september 1944) was een Nederlands beeldhouwer.

## Leven en werk
Johan Keller, Jan voor intimi, was een zoon van letterkundige Gerard Keller en Carolina Cornelia Allot. Enkele maanden na Johans geboorte werd zijn vader redacteur van de Arnhemsche Courant en verhuisde het gezin naar Arnhem. Hij was geïnteresseerd in tekenen en beeldhouwkunde en was als tiener twee jaar leerling bij een Arnhemse beeldhouwer. Hij trok naar Amsterdam, waar hij studeerde aan de Rijksakademie van beeldende kunsten onder August Allebé en studeerde daarna in Brussel bij Charles Vanderstappen en Julien Dillens. Eind jaren 80 woonde hij twee jaar in Italië, waarna hij zich als beeldhouwer in Den Haag vestigde.
Vanaf ca. 1898 tot 1915 woonde Keller in Groot-Brittannië en was hij onder meer hoogleraar aan de Glasgow School of Art. Na het uitbreken van de Eerste Wereldoorlog keerde Keller terug naar Nederland, waar hij betrokken raakte bij de bouw van het stadhuis van Rotterdam. Hij maakte onder meer het bekronende, vergulde beeld van de Vrede op de stadhuistoren. Keller maakte in de loop der jaren meerdere bustes, drie daarvan -waaronder een van zijn vader- zijn opgenomen in de collectie van het Rijksmuseum Amsterdam.
Keller was lid van de Nederlandse Kring van Beeldhouwers en exposeerde onder andere tijdens de Parijse salon en tentoonstellingen van Levende Meesters.
Johan Keller overleed op 80-jarige leeftijd, hij werd begraven op Nieuw Eykenduynen.

## Enkele werken
- 1892: buste van toonkunstenaar Johannes Verhulst (1816-1891), collectie Rijksmuseum Amsterdam.
- 1893: buste van letterkundige Johannes Petrus Hasebroek (1812-1896), collectie Rijksmuseum Amsterdam.
- 1893: buste van hoogleraar Franciscus Cornelis Donders (1818-1889) voor het Ooglijdersgasthuis in Utrecht, nu collectie Universiteit Utrecht.
- 1894: buste van hoogleraar Carel Gabriel Cobet (1813-1889).
- 1894: modellen voor beeldhouwwerk (kat, leeuwenkop en masker) aan de spaarbank van de Maatschappij tot Nut van 't Algemeen (sinds 2006: het Nutshuis) in Den Haag, uitgevoerd door Emil Bourgonjon.
- 1894: personificatie van De Beeldhouwkunst, gevelbeeld voor Museum Boijmans in het Schielandshuis in Rotterdam.
- 1898 Religion voor het exterieur van het Kelvingrove Art Gallery and Museum in Glasgow.[6]
- in of voor 1899: buste van Gerard Keller, collectie Rijksmuseum Amsterdam.
- 1909: Wisdom, beeld boven entree van de Mitchell Library in Glasgow.
- 1916-1920: beeldhouwwerken voor het stadhuis van Rotterdam, waaronder werelddelen in de hal, personificaties van De Plicht en De Tijd aan de zijgevels, Verdraagzaamheid en Onafhankelijkheid aan het Noorderhoekpaviljoen en een verguld beeld van de Vrede boven op het voorgebouw.
- 1923: buste van architect Henri Evers, stadhuis van Rotterdam
- 1939: plaquette met portret van Wolter Hendrik Hofstede voor het Hofstedemonument in het Asserbos in Assen.
- De Gelaarsde Kat, Westbroekpark in Den Haag.[7] Werd na Kellers overlijden door zijn weduwe Anna Cecilia Mowat aan de stad geschonken.

## Galerij

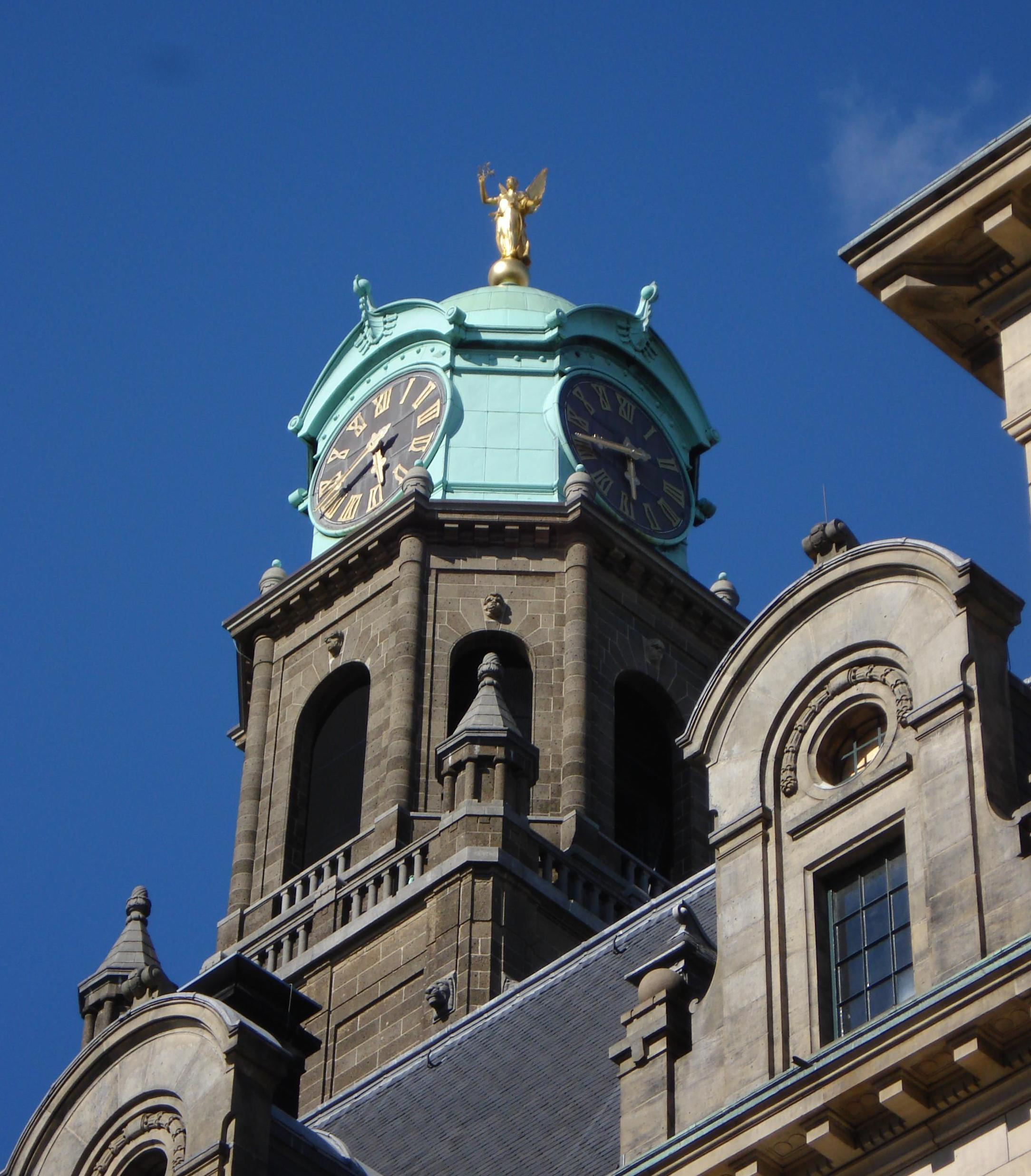
Vrede op het stadhuis van Rotterdam
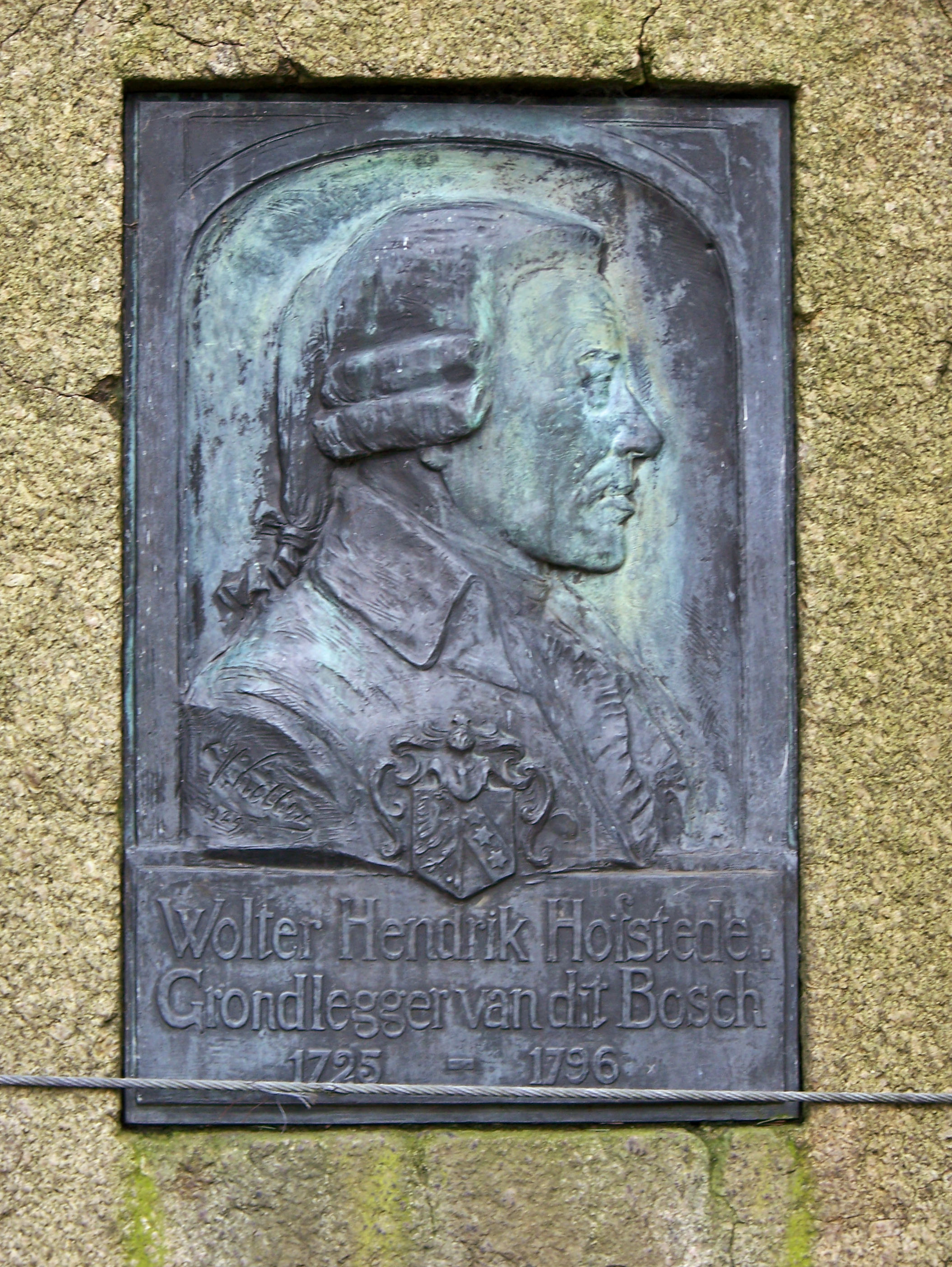
plaquette van Hofstede
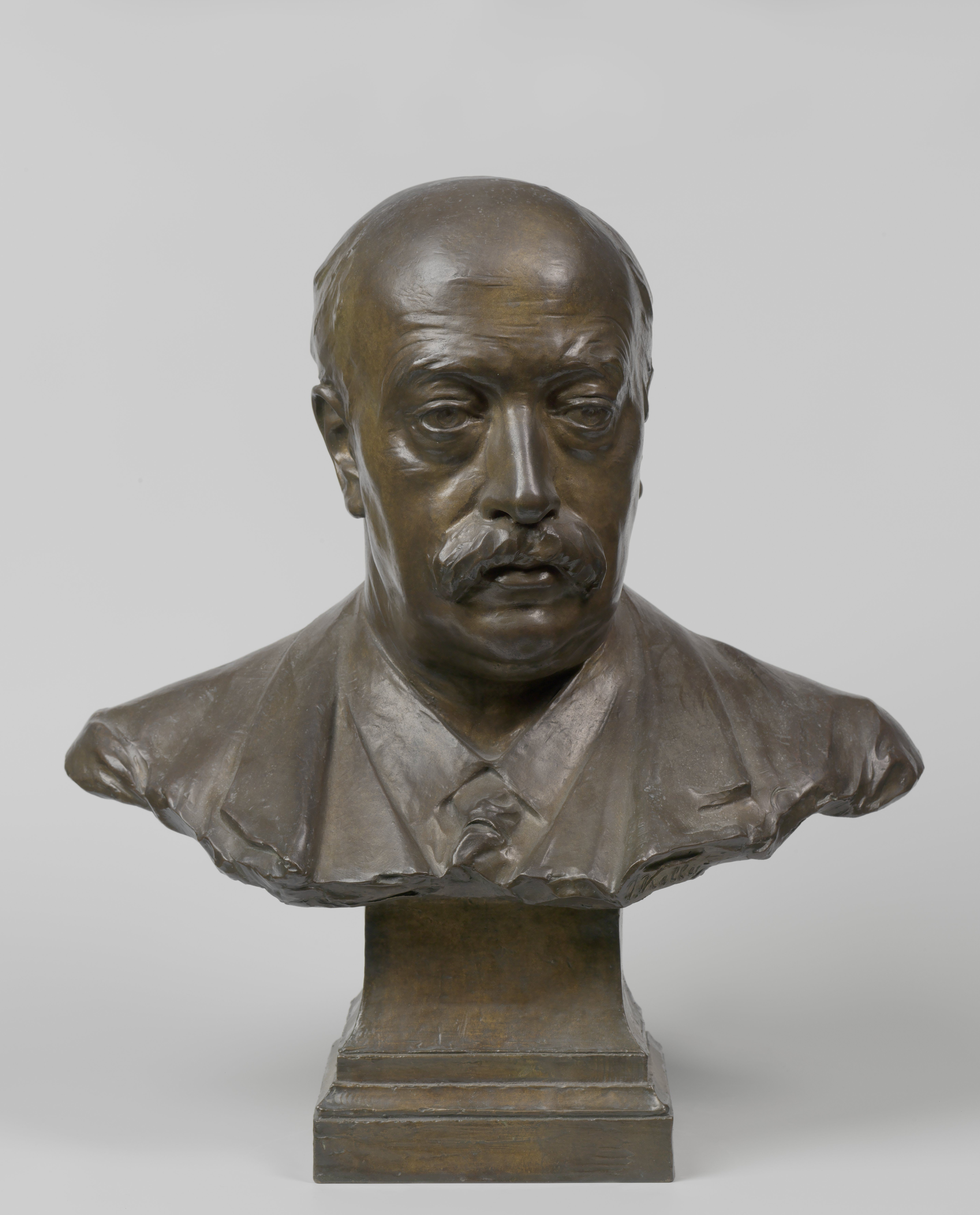
buste van Gerard Keller
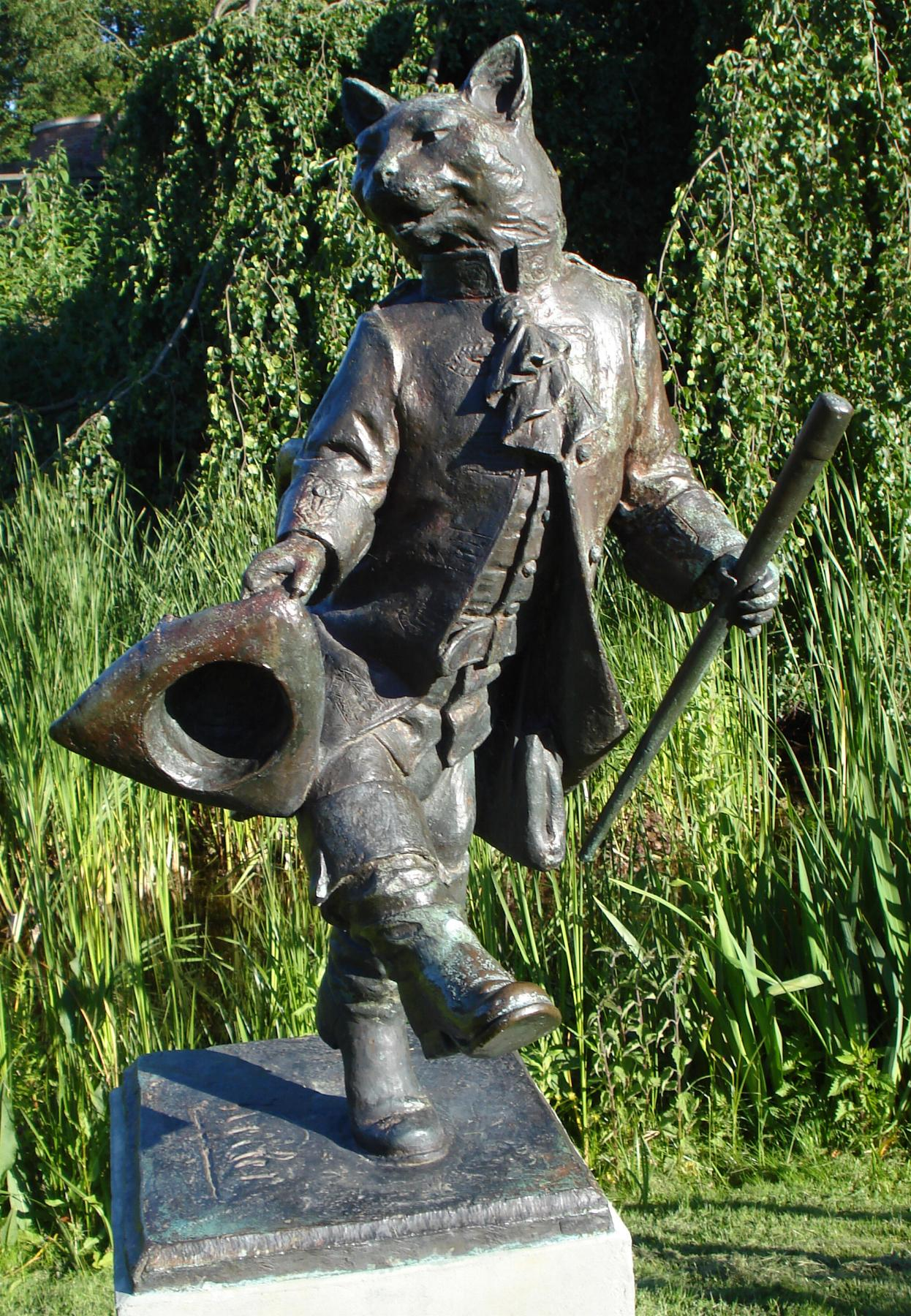
De Gelaarsde Kat

- Biografisch Portaal: 33249612
- RKD-Nederlands Instituut voor Kunstgeschiedenis: 88596